# Christian Hoening
Christian Hoening (* 1947) ist ein deutscher Schauspieler.

## Leben
Hoening absolvierte seine Schauspielausbildung von 1973 bis 1976 an der Otto-Falckenberg-Schule
München.
Sein Debüt als Schauspieler gab Hoening 1985 in dem Fernsehfilm Babels Monument. Kurz darauf folgten zahlreiche Auftritte in bekannten Fernsehserien, wie etwa dem Tatort für den er schon kurz darauf seine ersten Rollen besetzte. Zudem arbeitet er auch regelmäßig am Theater.
2004 spielte Hoening dann in einer Nebenrolle im Film Der Untergang mit, der die letzten Tage Adolf Hitlers im Führerbunker wiedergab; er übernahm die Darstellung des Ernst-Robert Grawitz. Im folgenden Jahr wirkte er in Sophie Scholl – Die letzten Tage erneut in einem in der nationalsozialistischen Zeit Deutschlands spielenden Film mit.
In der Serie Die Landarztpraxis, die seit 2023 von Sat 1 produziert wird, spielt er eine der Hauptrollen als Dr. Georg Kroiß.

## Filmografie (Auswahl)
- 1981–1999: Ein Fall für Zwei (Fernsehserie, verschiedene Rollen, 7 Folgen)
- 1985: Tatort: Miese Tricks (Fernsehreihe)
- 1985: Babels Monument
- 1988: Schön war die Zeit
- 1995: Willkommen in Babylon
- 1995: Schwarz greift ein (Fernsehserie, Folge Schatten der Vergangenheit)
- 1996: SK-Babies (Fernsehserie, Folge Tod in der Endzone)
- 1997: Verbotene Liebe (Fernsehserie, 7 Folgen)
- 1999: Tatort: Der Tod fährt Achterbahn
- 2001–2011: SOKO 5113 (Fernsehserie, verschiedene Rollen, 3 Folgen)
- 2002: Froschkönig
- 2003: Forsthaus Falkenau (Fernsehserie, Folge Über den Wolken)
- 2004: Kammerflimmern
- 2004: Der Untergang
- 2005: Sophie Scholl – Die letzten Tage
- 2005–2024: Die Rosenheim-Cops (Fernsehserie, verschiedene Rollen, 5 Folgen)
- 2007: SOKO Wismar (Fernsehserie, Folge Laura)
- 2007–2012: Der Alte (Fernsehserie, verschiedene Rollen, 3 Folgen)
- 2007: Stellungswechsel
- 2007: Streikblues (Kurzfilm)
- 2007: Tatort: A gmahde Wiesn
- 2008: Mit sechzehn bin ich weg (Kurzfilm)
- 2008: Tage wie Jahre (Kurzfilm)
- 2008: Der Baader Meinhof Komplex
- 2008: Das Buch des Alchemisten (Kurzfilm)
- 2008: Das Geheimnis des Königssees
- 2008: Polizeiruf 110: Wie ist die Welt so stille (Fernsehreihe)
- 2009: Tatort: Gesang der toten Dinge
- 2010: Mord in bester Gesellschaft: Das eitle Gesicht des Todes (Fernsehreihe)
- 2010: Lüg weiter, Liebling
- 2010: Garmischer Bergspitzen
- 2010: Der Gewaltfrieden
- 2010: Transit – Am Ende der Straße
- 2011: Trans Bavaria
- 2011: Konterrevolution – Der Kapp-Lüttwitz-Putsch 1920
- 2012: Gestern waren wir Fremde
- 2013: Frühlingskinder
- 2013: Heiter bis tödlich: München 7 (Fernsehserie, Folge Frauenlos)
- 2013: Der Bergdoktor (Fernsehserie, 2 Folgen)
- 2014: Heiter bis tödlich: Hubert und Staller (Fernsehserie, Folge Die letzte Ruhe)
- 2017: Der Hund begraben
- seit 2018: Zimmer mit Stall → siehe Besetzung
- 2019: Hindafing (Fernsehserie, 6 Folgen)
- 2019: Die Bergretter (Fernsehserie, Folge Herzschmerz)
- seit 2023:  Die Landarztpraxis
- 2024: Der Bergdoktor (Fernsehserie, Staffel 17 Folge 2)
- 2025: Watzmann ermittelt (Fernsehserie, Folge Tödliche Familien)